# Fall Elisa Lam

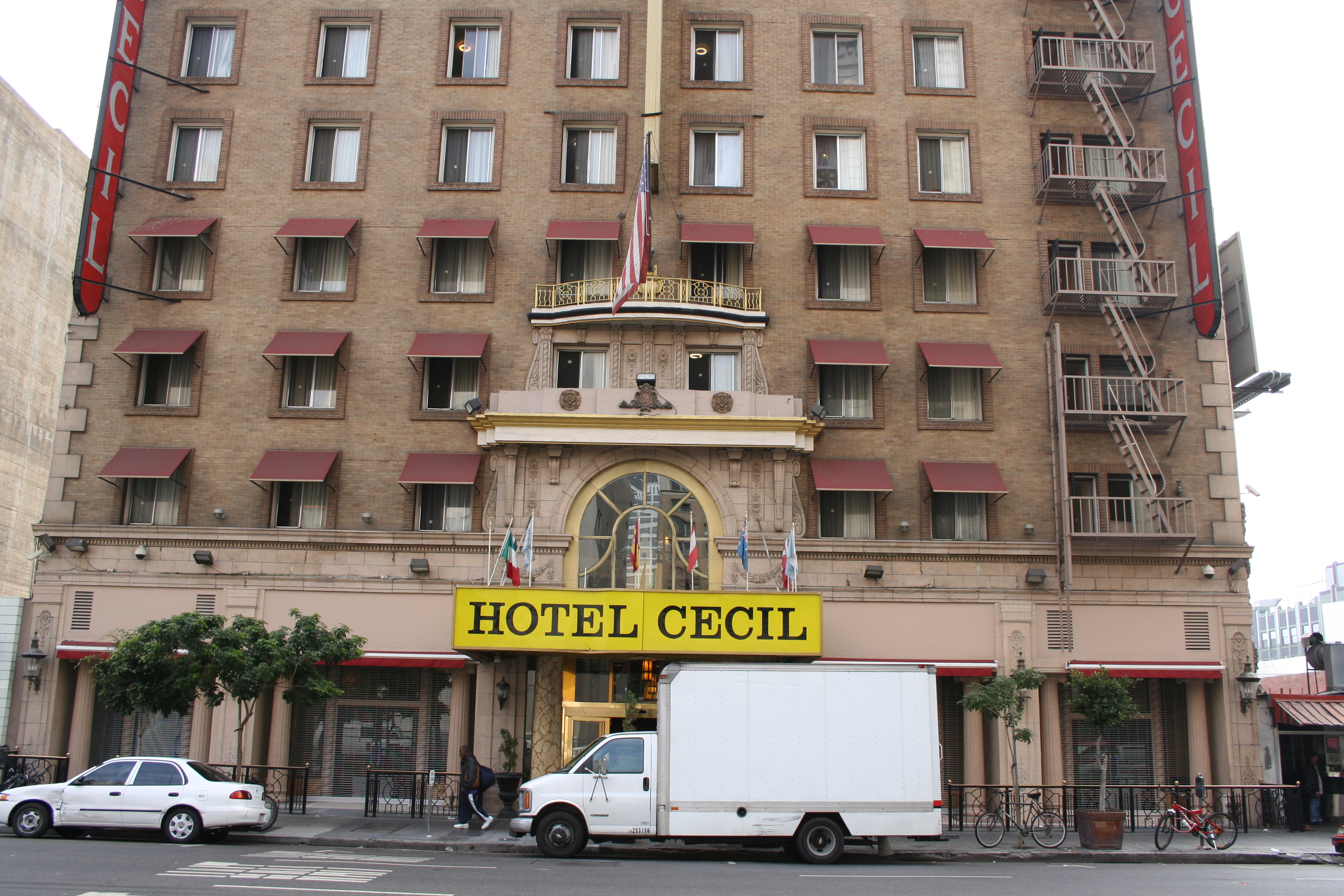
Das Cecil Hotel im Jahr 2005

Der Fall Elisa Lam befasst sich mit dem Verschwinden und dem Tod der kanadischen Staatsbürgerin Elisa Lam (auch bekannt unter ihrem kantonesischen Namen Lam Ho Yi (藍可兒); * 30. April 1991 in Vancouver, British Columbia; † Anfang Februar 2013 in Los Angeles, Kalifornien).
Lams Leichnam wurde am 19. Februar 2013 aus einem Wassertank auf dem Dach des Cecil Hotels in der Innenstadt von Los Angeles geborgen, nachdem sie knapp drei Wochen als vermisst galt. Die mysteriösen Umstände ihres Todes führten weltweit zu medialem Aufsehen und trugen dazu bei, dass der Fall zu einem Internetphänomen wurde.

## Hintergrund

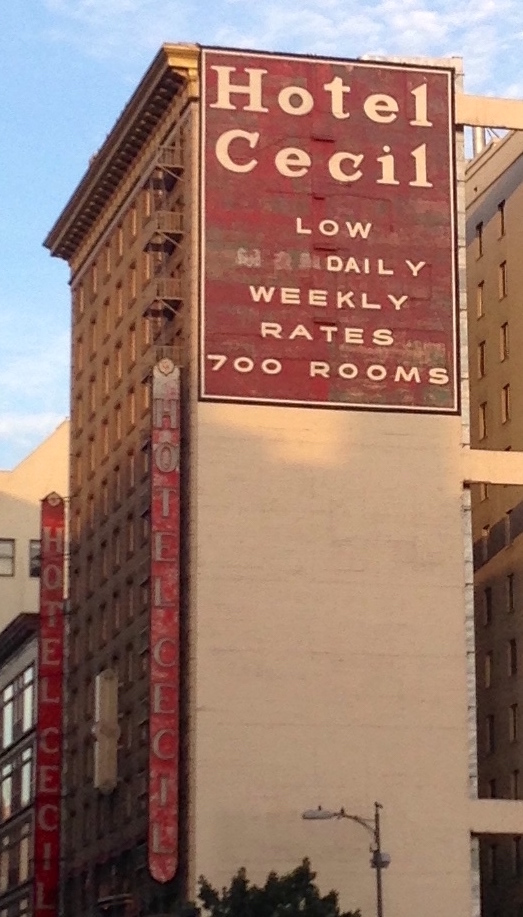
Das Cecil Hotel in Downtown Los Angeles im Jahr 2013.

Lam war die Tochter von Immigranten aus Hongkong, die ein Restaurant in Burnaby führten. Sie sprach fließend Englisch und Kantonesisch. Im August 2012 war Lam für einen Kurs an der University of British Columbia registriert, laut Auskunft der Universität war sie zum Zeitpunkt ihres Todes jedoch nicht mehr eingeschrieben. Lam war an einer bipolaren Störung erkrankt und nahm nach Angaben ihrer Schwester zur Behandlung mehrere Medikamente, darunter Wellbutrin, Lamotrigin und Quetiapin. Laut ihren Eltern habe Lam weder Selbsttötungsabsichten geäußert noch jemals einen Suizidversuch unternommen. Es gibt Berichte, wonach sie in der Vergangenheit schon einmal für kurze Zeit verschwunden war.
Zu Lebzeiten unterhielt Lam den Blog „Ether Fields“ auf Blogspot. Später führte sie einen weiteren Blog auf Tumblr, auf dem sie unter anderem über Mode und Kunst, aber auch über Persönliches wie Ängste, Depressionen und Zweifel an ihrer Lebensweise sowie ihren Lebensentscheidungen schrieb. Sechs Monate nach ihrem Tod wurde der Blog weiter aktualisiert. Als Erklärung hierfür wurde die Warteschlangen-Funktion von Tumblr angeführt, die es Benutzern ermöglicht, Beiträge zu einem bestimmten Zeitpunkt in der Zukunft zu veröffentlichen. Alternativ wurde spekuliert, dass jemand ihr Tumblr-Konto gehackt haben könnte.
In den Tagen vor ihrem Tod war Lam als Rucksacktouristin allein durch Kalifornien gereist und hatte von unterwegs mehrere Fotos ihrer Reiseziele im Internet gepostet. Einige der Bilder waren im San Diego Zoo entstanden. Am 26. Januar 2013 fuhr sie mit dem Zug nach Los Angeles, wo sie in einem Mehrbettzimmer im fünften Stock des Cecil Hotels eincheckte. Drei Tage nach ihrer Ankunft erhielt sie ein Einzelzimmer auf derselben Etage, nachdem sich ihre Zimmergenossen über ihr „seltsames Verhalten“ beschwert hatten. Am 31. Januar 2013 suchte sie einen Buchladen in der Nähe des Cecil Hotels auf, um Geschenke für ihre Familie zu besorgen. Laut einer Angestellten des Buchladens war Lam „sehr kontaktfreudig, sehr lebhaft, sehr freundlich“ und fragte sich, ob ihre Einkäufe zu schwer seien, um sie während des Rests ihrer Reise mit sich herumzutragen. Kurz vor ihrem Tod wurde Lams Mobiltelefon gestohlen.

## Vermisstenfahndung und Aufzugsvideo
Vor ihrem Verschwinden hatte Lam täglich in Telefonkontakt mit ihrer Familie gestanden, das letzte Telefonat fand am 31. Januar 2013 statt. An diesem Tag wurde Lam, deren Checkout aus dem Cecil Hotel für den 1. Februar 2013 geplant war, auch zum letzten Mal vom Hotelpersonal gesehen. Als ihre Eltern ab dem 1. Februar 2013 nichts mehr von ihr hörten, verständigten sie Anfang Februar das Los Angeles Police Department und reisten nach Los Angeles, um nach ihrer Tochter zu suchen. Die Polizei inspizierte Lams Hotelzimmer und suchte mit Spürhunden das Hotel einschließlich seines Daches ab, die Tiere konnten die Fährte der Vermissten jedoch nicht aufnehmen. Mangels eines hinreichenden Verdachts des Vorliegens einer Straftat war es der Polizei rechtlich nicht möglich, jedes der Hotelzimmer zu durchsuchen. Am 6. Februar 2013 verteilten Polizisten Fahndungsblätter in der Umgebung des Hotels. Einen Tag später wandte sich die Polizei zusammen mit Lams Familie in einer Pressekonferenz an die Öffentlichkeit und bat um Hinweise aus der Bevölkerung, die zum Auffinden Lams führen könnten.
Am 13. Februar 2013 veröffentlichte die Polizei von Los Angeles ein Video auf ihrer Website, das die Aufzeichnung einer Überwachungskamera eines Fahrstuhls des Cecil Hotels zeigt. In dem Beitrag, in dem das Video eingebettet ist, bittet die Polizei um Hinweise und um Kontaktaufnahme von Personen, die sie gesehen haben. Zu Beginn der vierminütigen Aufzeichnung öffnet sich die Aufzugtür und Lam betritt die Fahrstuhlkabine. Sie betätigt die Knöpfe mehrerer Stockwerke und stellt sich danach in eine vom Flur aus nicht einsehbare Ecke des Fahrstuhls. Der Aufzug reagiert nicht, die Tür bleibt geöffnet. Lam schaut mehrmals aus dem Fahrstuhl und tritt dann wieder in die Aufzugkabine zurück. Am Ende der Aufnahme verlässt sie den Fahrstuhl und gestikuliert mit den Armen, die Tür des Aufzugs schließt und öffnet sich mehrmals.
Das Video generierte viel Aufmerksamkeit. Lams Verhalten in dem Video wurde von den Medien unter anderem als „merkwürdig“ und „seltsam“ beschrieben. Auf viele Betrachter wirkt es, als interagiere sie mit einer nicht sichtbaren Person oder verstecke sich vor jemandem. Experten für Körpersprache, die das Video analysierten, kamen zu dem Schluss, dass Lam nicht ängstlich wirke, sondern eher mit jemandem zu flirten scheine. Sie erwecke den Eindruck, als sei sie aufgeregt, verspielt und sexuell erregt. Ihr Verhalten sei mit dem von Personen vergleichbar, die unter Einfluss einer Partydroge stünden.
Laut Daily Maverick kursieren Spekulationen, dass das Video vor seiner Veröffentlichung bearbeitet wurde. Ca. 54 bis 55 Sekunden des Videomaterials seien herausgeschnitten, der Zeitstempel unkenntlich gemacht und das Video verlangsamt worden.

## Fund und Obduktion der Leiche
Nach Lams Verschwinden beschwerten sich Hotelgäste über Probleme mit der Wasserversorgung. Sie berichteten über unzureichenden Wasserdruck, eine schwärzliche Verfärbung und einen eigenartigen Geschmack des Wassers. Daraufhin untersuchte Santiago Lopez am 19. Februar 2013 die Wassertanks auf dem Hoteldach, welche die Bäder auf den Hotelzimmern, die Hotelküche und einen Coffeeshop mit Wasser versorgten. In einem rund drei Meter hohen Tank fand er Lams nackte Leiche, die wochenlang im Wasser gelegen hatte.
Laut dem Autopsiebericht wies Lams Körper keine Alkohol- oder Drogenrückstände auf. Auch seien an der Leiche keine Spuren einer Fremdeinwirkung sichtbar gewesen. Ihr Tod wurde vom Gerichtsmediziner als Unfall eingestuft. Als Todesursache wurde Ertrinken genannt.

## Rezeption des Falls
Der Fall wurde zu einem Internetphänomen, da das von der Polizei veröffentlichte Fahrstuhlvideo im Netz vielfach diskutiert und analysiert wurde. Allein auf YouTube wurde das Video bis Mai 2021 über 30 Mio. mal angeklickt und rund 36.000 mal kommentiert.
Zum Tod von Lam kursieren zahlreiche Theorien im Internet. Einige vermuten, dass auf dem Fahrstuhlvideo zu sehen sei, wie die Kanadierin versuche, ihrem Mörder zu entkommen. Andere glauben an paranormale Aktivitäten, einen Suizid oder Unfall unter Drogeneinfluss oder während einer psychotischen Episode.
Zur Mystifizierung des Falls trägt bei, dass das Cecil Hotel in der Vergangenheit die Serienmörder Richard Ramírez und Jack Unterweger beherbergte und es in den 1950ern und 1960ern dort mehrere Suizide gegeben hatte. Zu den mysteriösen Umständen des Falls gehört auch, dass es zum Zeitpunkt von Lams Tod im benachbarten Viertel Skid Row zu einem Tuberkulose-Ausbruch kam. Dabei wurde der 1971 etablierte LAM-ELISA-Test (Lipoarabinomannan (LAM) Enzyme-Linked Immunosorbent Assay) durchgeführt.
Der Fall hat Einzug in die Populärkultur gehalten und diente unter anderem als Inspiration für Film- und Fernsehhandlungen. Er wurde außerdem in der vierteiligen Netflix-Dokumentation Verschwunden – Tatort Cecil Hotel (2021) von Joe Berlinger und einer X-Factor: Das Unfassbare (Episode: Das Hotel des Grauens) thematisiert.